# Hydraschema fabulosa
Hydraschema fabulosa är en skalbaggsart som beskrevs av Thomson 1864. Hydraschema fabulosa ingår i släktet Hydraschema och familjen långhorningar. Inga underarter finns listade i Catalogue of Life.